# ガイウス・ユリウス・ウェルス・マクシムス

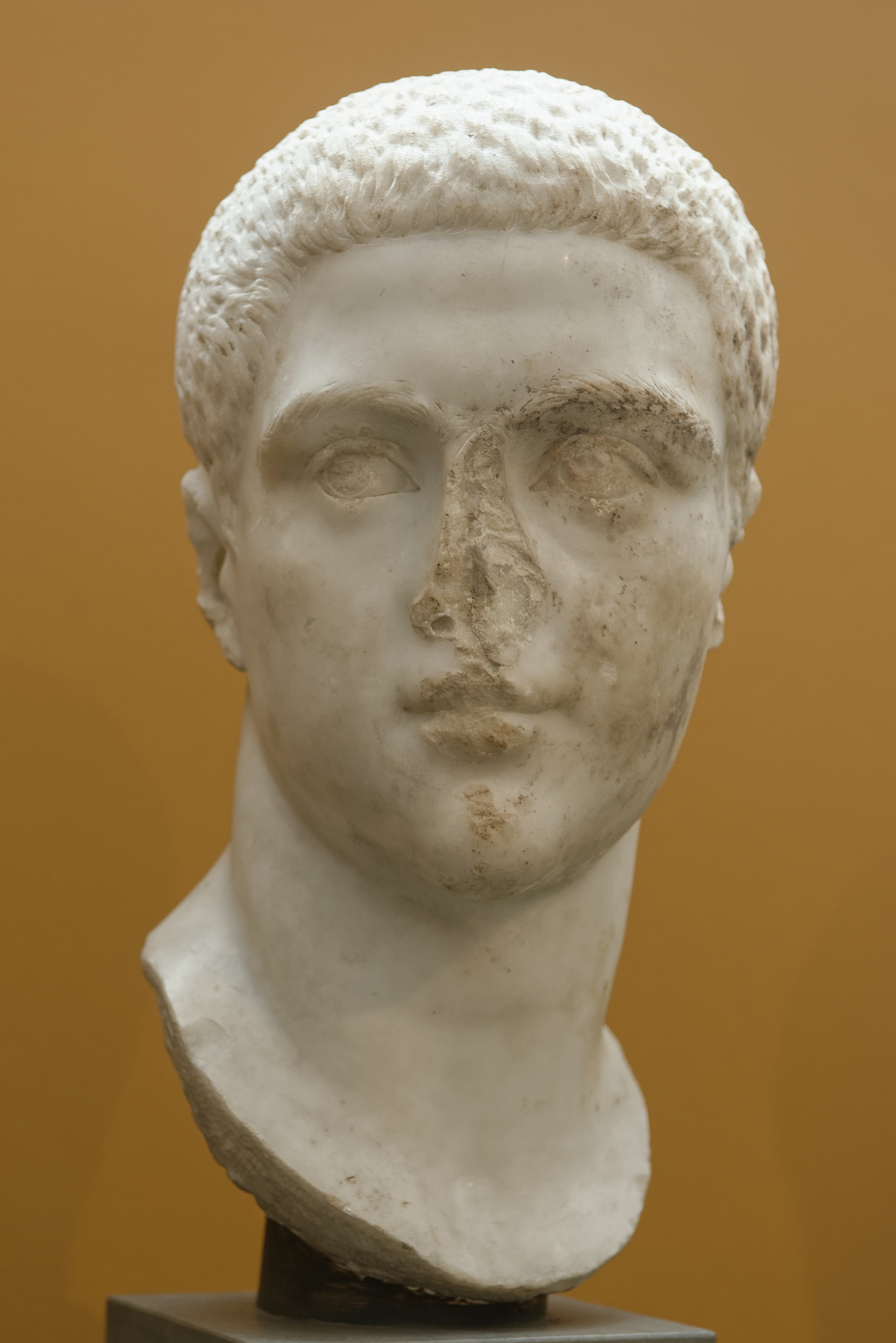
ガイウス・ユリウス・ウェルス・マクシムス

ガイウス・ユリウス・ウェルス・マクシムス（ラテン語: Gaius Julius Verus Maximus，217年または220年 - 238年5月10日）は、軍人皇帝時代のローマ帝国の皇帝マクシミヌス・トラクスの息子であり、父マクシミヌスの共同皇帝（在位：236年 - 238年）の地位にあった人物である。ガイウス・ユリウス・ウェルス・マクシミヌス（Gaius Julius Verus Maximinus）や小マクシミヌスとも称される。

## 略歴
ガイウス・ユリウス・ウェルス・マクシムスは217年または220年頃、マクシミヌス・トラクスとその妻のカエキリア・パウリナ（Caecilia Paulina）の息子として生まれた。235年にアレクサンデル・セウェルスが殺害され、マクシミヌスが後継の皇帝に即位すると、その翌年の236年にマクシヌスは共同皇帝に即位し、プリンケプス・ユウェントゥティス（princeps juventutis）となった。
238年3月、マクシミヌスの治世に不満を抱いた元老院の後押しを受けてアフリカ属州総督ゴルディアヌスがマクシミヌスに叛旗を翻すと、パンノニア等へ遠征中のマクシミヌスに随伴していたマクシヌスは父と共にゴルディアヌス討伐のためローマへと進撃した。
238年4月12日にゴルディアヌス父子は戦死したが、元老院はマルクス・クロディウス・プピエヌス・マクシムスおよびデキムス・カエリウス・カルウィヌス・バルビヌスをゴルディアヌスの後継皇帝に擁立して、引き続きマクシミヌスに対抗する姿勢を見せた。
マクシミヌス軍は更にローマへ進撃してアクイレイアを包囲したが、238年5月10日に陣中でマクシミヌスに不満を持ったプラエトリアニによってマクシムスは父と共に殺害された。マクシムス親子の遺体はティベリス川に投げ捨てられた。

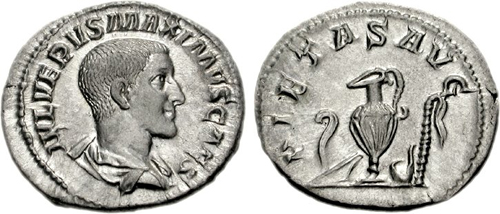
ガイウス・ユリウス・ウェルス・マクシムスの硬貨